# علموني الحب (فلم)
فيلم علموني الحب هو فيلم مصري أُنتج عام 1957 من بطولة سعد عبد الوهاب، وإيمان، وإخراج عاطف سالم. وهو آخر فيلم مثله سعد عبد الوهاب في السينما.

## قصة الفيلم
يحل سامي (سعد عبد الوهاب) استاذاً للفيزياء في مدرسة للبنات، وإلى جانب تخصصه يهوى الموسيقى. يقع الأستاذ في حب نوال إحدى طالباته (إيمان)، لكنه لا يصارحها بحبه عندما يعتقد أن ممدوح وهو أحد أصدقائه (أحمد رمزي) يحبها.

## أغاني الفيلم
في الفيلم أربع لحن الموسيقار محمد عبد الوهاب (عم سعد) اثنان منها، ولحن الأغنيتان الأخريان سعد نفسه، وتعتبر الدينا ريشة ف هوا من أشهر أغانيه.
| الأغنية           | المؤلف         | الملحن          |
| ----------------- | -------------- | --------------- |
| الدنيا ريشة ف هوا | مأمون الشناوي  | محمد عبد الوهاب |
| قلبي القاسي       | مأمون الشناوي  | سعد عبد الوهاب  |
| من خطوة لخطوة     | حسين السيد     | سعد عبد الوهاب  |
| على فين           | أحمد شفيق كامل | محمد عبد الوهاب |

## وصلة خارجية
- مقالات تستعمل روابط فنية بلا صلة مع ويكي بيانات
- علموني الحب على موقع الدهليز
- علموني الحب على موقع كاروهات